# Рыбинская ГЭС
Ры́бинская гидроэлектроста́нция  (в 1946—1957 годах — Щербаковская ГЭС) — ГЭС на реках Волга и Шексна в Ярославской области, в городе Рыбинске. Входит в Волжско-Камский каскад ГЭС, являясь его третьей ступенью. На момент строительства была второй по величине гидроэлектростанцией СССР после Днепрогэса и одной из самых мощных электростанций страны. Сыграла важную роль в обеспечении Москвы электроэнергией в годы Великой Отечественной войны, особенно в период битвы за Москву. Строительство станции велось в 1935—1955 годах, преимущественно силами заключённых ГУЛага. Напорные сооружения ГЭС образуют Рыбинское водохранилище — третье по площади в России и восьмое в мире. Собственником Рыбинской ГЭС (за исключением судоходных шлюзов) является ПАО «РусГидро». Здание Рыбинской ГЭС и её судоходные шлюзы являются памятником архитектуры.

## Конструкция станции
Конструктивно Рыбинская ГЭС представляет собой низконапорную русловую гидроэлектростанцию (здание ГЭС входит в состав напорного фронта). Особенностью станции является размещение её сооружений в двух отдельных створах, расположенных в 10 км друг от друга: на Волге находятся водосбросная плотина и судоходные шлюзы, на Шексне (вблизи её впадения в Волгу) — здание ГЭС. При этом создаётся единое для обеих рек водохранилище, подпор которого распространяется по Волге до Угличской ГЭС, а по Шексне — до Шекснинской ГЭС; остающийся ниже здания электростанции участок Шексны длиной около 2 км используется как отводящий канал ГЭС. В основании сооружений находятся мергелистые глины, в ряде случаев перекрытые аллювием. Установленная мощность электростанции — 386,4 МВт, обеспеченная мощность — 40 МВт, среднегодовая выработка — 935 млн кВт·ч.

### Земляные плотины
Большая часть напорного фронта Рыбинского гидроузла создаётся четырьмя земляными плотинами, три из которых расположены в Шекснинском створе и одна — в Волжском.
- Русловая плотина длиной 524 м и максимальной высотой 27 м в Волжском створе. Перекрывает русло Волги и правобережную пойму, примыкая левобережной частью к водосбросной плотине. Тело плотины объёмом 2,979 млн м³ намыто из мелкозернистого песка, для защиты от фильтрации в центре плотины размещена диафрагма смешанной конструкции — в нижней части (заглублённой в основание) из металлического шпунта, в верхней части — из железобетонных плит толщиной 8 см, с гидроизоляцией асфальтом по стыкам. Низовой откос упирается в каменный банкет, отсыпанный при перекрытии реки. Верховой откос защищён от размыва волнами водохранилища слоем крупного камня толщиной 0,45 м, лежащим на 15-сантиметровом слое гравия, низовой откос одернован.
- Русловая плотина длиной 470 м и максимальной высотой 35 м в Шекснинском створе. Перекрывает русло Шексны, примыкая в правобережной части к зданию ГЭС, а в левобережной — к сопрягающей дамбе. Намыта из речных песков, имеет противофильтрационное устройство в виде диафрагмы (шпунт и железобетонные плиты) на протяжении 107 м от сопряжения со зданием ГЭС, далее противофильтрационных устройств не имеет. Верховой откос укреплен бетонными плитами и каменной наброской, низовой — каменным банкетом и одерновкой.
- Левобережная сопрягающая дамба, намытая из песков, противофильтрационных устройств не имеет. Это самое крупное сооружение гидроузла — длина 3398 м, максимальная высота 17 м, объём 2,175 млн м³. В районе сопряжения с русловой плотиной организован дренаж из 20 скважин глубиной до 20 м, необходимость которого вызвана наличием в этом месте древней ложбины, заполненной аллювием.
- Правобережная сопрягающая дамба, примыкает к зданию ГЭС, противофильтрационных устройств нет. Имеет длину 2637 м, сооружена частично намывом из песков, частично — отсыпкой из разнообразных грунтов, извлечённых при разработке котлована здания ГЭС[2].

### Водосбросная плотина
Водосбросная плотина длиной 104 м и высотой 26 м, размещённая в Волжском створе, по конструкции является гравитационной бетонной. Предназначена для пропуска воды при паводках редкой повторяемости, максимальная пропускная способность плотины — 5800 м³/с. С учётом пропуска воды через гидроагрегаты здания ГЭС и допустимой форсировки уровня водохранилища на 2 м гидроузел обеспечивает безопасный пропуск паводка повторяемостью 1 раз в 10 000 лет. Ввиду большой полезной ёмкости Рыбинского водохранилища, холостые сбросы производятся весьма редко, в частности с 1945 года (после ввода третьего гидроагрегата) в течение 10 лет холостых сбросов не было — впервые плотина была открыта в 1955 году, в следующий раз — в 1966 году.
Плотина разделена на 4 секции, в каждой из которых находится два донных отверстия размером 8,5×5 м каждое. Отверстия перекрываются плоскими затворами, имеющими два паза (рабочий и запасной), разделённых специальной стенкой. Маневрирование затворами производится с помощью двух мостовых кранов грузоподъёмностью по 300 т, размещённых на железобетонной эстакаде. С верхнего и нижнего бьефа имеются ремонтные затворы (шандоры), обслуживаемые собственными кранами грузоподъёмностью 60 и 30 т соответственно. С целью экономии бетона, верхнее строение плотины выполнено в виде балластных ящиков, заполненных песком, по которым проложена автомобильная и железная дорога. Левобережный устой плотины совмещён с системой питания/опорожнения судоходных шлюзов.
Гашение энергии водного потока происходит на бетонной водобойной плите длиной 112,5 м, на которой размещён гаситель, состоящий из 14 пирсов размером 16×8×2,75 м, расположенных двумя косыми рядами в шахматном порядке (по 7 пирсов в ряд). За водобойной плитой расположена рисберма длиной 140 м, состоящая из железобетонных плит толщиной 0,75 м, связанных арматурой и лежащих на фашинном тюфяке. Со стороны верхнего бьефа к плотине примыкает асфальтобетонный понур длиной 58 м с дренажом. Дренаж осуществляется в специальную потерну у верховой грани плотины.

### Здание ГЭС

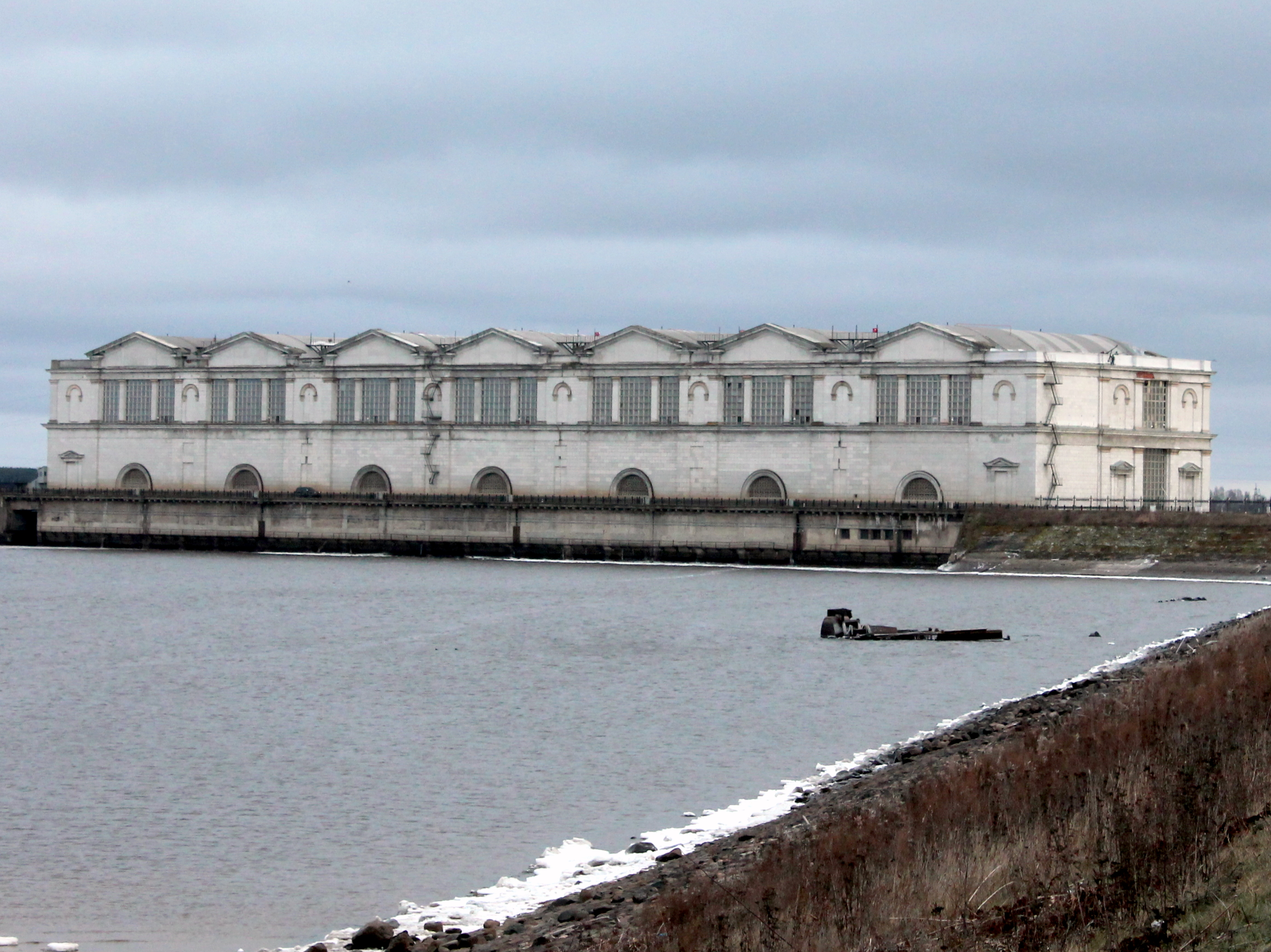
Здание Рыбинской ГЭС, вид с верхнего бьефа

Здание ГЭС размещено в Шекснинском створе, его общая длина — 222 м. Конструктивно состоит из четырёх секций, разделённых осадочными швами. В трёх секциях расположены гидроагрегаты (по два в каждой), а ещё в одной — монтажная площадка. В машинном зале Рыбинской ГЭС установлено 6 гидроагрегатов с поворотно-лопастными турбинами, работающими при расчётном напоре 11-15 м и вертикальными зонтичными гидрогенераторами: 2 гидроагрегата с турбинами ПЛ 20/811-В-900 и генераторами СВ 1243/165-96 мощностью по 63,2 МВт и четыре гидроагрегата с турбинами ПЛ 20-В-900 и генераторами СВ 1243/165-96 мощностью по 65 МВт. Производитель турбин — Ленинградский металлический завод, генераторов — Электросила. Для перемещения элементов гидроагрегатов используются два мостовых крана, грузоподъёмностью по 320 т. Главный пульт управления станцией расположен в специальном помещении, примыкающем к монтажной площадке.
Проточный тракт каждого гидроагрегата состоит из водовода (просвет 19 м), разделённого двумя промежуточными бычками на три части, спиральной камеры и отсасывающей трубы (также разделённой, но уже на две части шириной по 9 м). Водоводы перекрываются плоскими быстропадающими затворами, оперирование которыми производится цепными приводами (цепи Галля) с помощью специальных механизмов с электроприводом, размещённых со стороны верхнего бьефа в щитовом отделении, оборудованном мостовым краном грузоподъёмностью 50 т. Помимо затворов, водоводы оборудованы сороудерживающими решётками и механизмами для их очистки, а также ремонтными затворами (шандорами). Отсасывающая труба может перекрываться собственными ремонтными затворами, оперирование которыми производится краном грузоподъёмностью 60 т. В левом торце здания ГЭС, у примыкания к земляной плотине, предусмотрено отверстие пролётом 6,33 м, предназначенное для сброса в нижний бьеф плавающего мусора. Отверстие перекрывается секторным затвором.

### Схема выдачи мощности
С гидрогенераторов электроэнергия напряжением 13,8 кВ подаётся на повышающие трансформаторы ТД-80000/220-У1 мощностью по 80 МВА, размещённые на здании ГЭС со стороны нижнего бьефа (каждый генератор выдает электроэнергию через свой трансформатор). Для ремонта трансформаторов вблизи здания ГЭС со стороны нижнего бьефа расположено здание трансформаторной мастерской. С трансформаторов электроэнергия по воздушным переходам поступает на открытое Распределительное устройство (ОРУ) напряжением 220 кВ. Также имеется ОРУ 110 кВ, для связи ОРУ 220 и 110 кВ установлены два автотрансформатора АТДТН-63000/220/110-У1, мощностью по 63 МВА каждый. Выдача электроэнергии с ОРУ в энергосистему осуществляется по линиям электропередачи, на напряжении 220 кВ (2 ЛЭП на Череповец и 2 на Углич и далее на Москву):
- Рыбинская ГЭС — ПС Пошехонье (2 ЛЭП длиной 53,4-54,1 км);
- Рыбинская ГЭС — ПС Сатурн (3,1 км);
- Рыбинская ГЭС — ПС Венера (12,2 км);

а также по линиям на напряжении 110 кВ для энергоснабжения Рыбинска:
- Рыбинская ГЭС — ПС Восточная, 2 ЛЭП (17,4 км).

### Судоходный шлюз
Судоходный шлюз Рыбинского гидроузла расположен в Волжском створе, со стороны левого берега. Шлюз однокамерный двухниточный, длина каждой камеры — 283 м, ширина — 30 м, высота — 30,75 м. В системе внутренних водных путей камеры шлюза имеют номера 11 — 12. Проектное время наполнения/опорожнения шлюза составляет 7,5 минут. Заполнение и осушение шлюзовых камер производится при помощи специальных водоподводящих галерей, при этом была реализована система синхронного наполнения/опорожнения камер (вода из опорожняемой камеры перепускается в наполняемую), что позволяло снизить расход воды на шлюзование; впоследствии система перепуска была выведена из эксплуатации и ликвидирована. В верхней голове шлюза (со стороны Рыбинского водохранилища) расположены плоские ворота и аварийно-ремонтные затворы, в нижней голове — основные и ремонтные двустворчатые ворота. Помимо шлюзовых камер, в состав сооружений шлюза входят пять дамб, причальные стенки, подходные каналы, а также совмещённый автомобильно-железнодорожный мост, расположенный в нижней голове шлюза над шлюзовыми камерами. Шлюз находится на балансе ФГБУ «Канал имени Москвы».

### Водохранилище
Напорные сооружения ГЭС образуют крупное Рыбинское водохранилище площадью 4550 км² — это третье по площади водохранилище России (после Куйбышевского и Братского). Полная ёмкость Рыбинского водохранилища составляет 25,4 км³, полезная — 16,7 км³, что позволяет осуществлять неполное многолетнее регулирование стока (водохранилище позволяет увеличивать сток реки в маловодные годы за счёт накопления воды в многоводные годы, но не в полном объёме). Отметка нормального подпорного уровня водохранилища составляет 101,81 м над уровнем моря (по Балтийской системе высот; в техническом проекте станции фигурирует отметка НПУ 102 м в локальной системе высот Волгостроя), форсированного подпорного уровня — 103,81 м, уровня мёртвого объёма — 97,1 м.

Сооружения и оборудование Рыбинской ГЭС
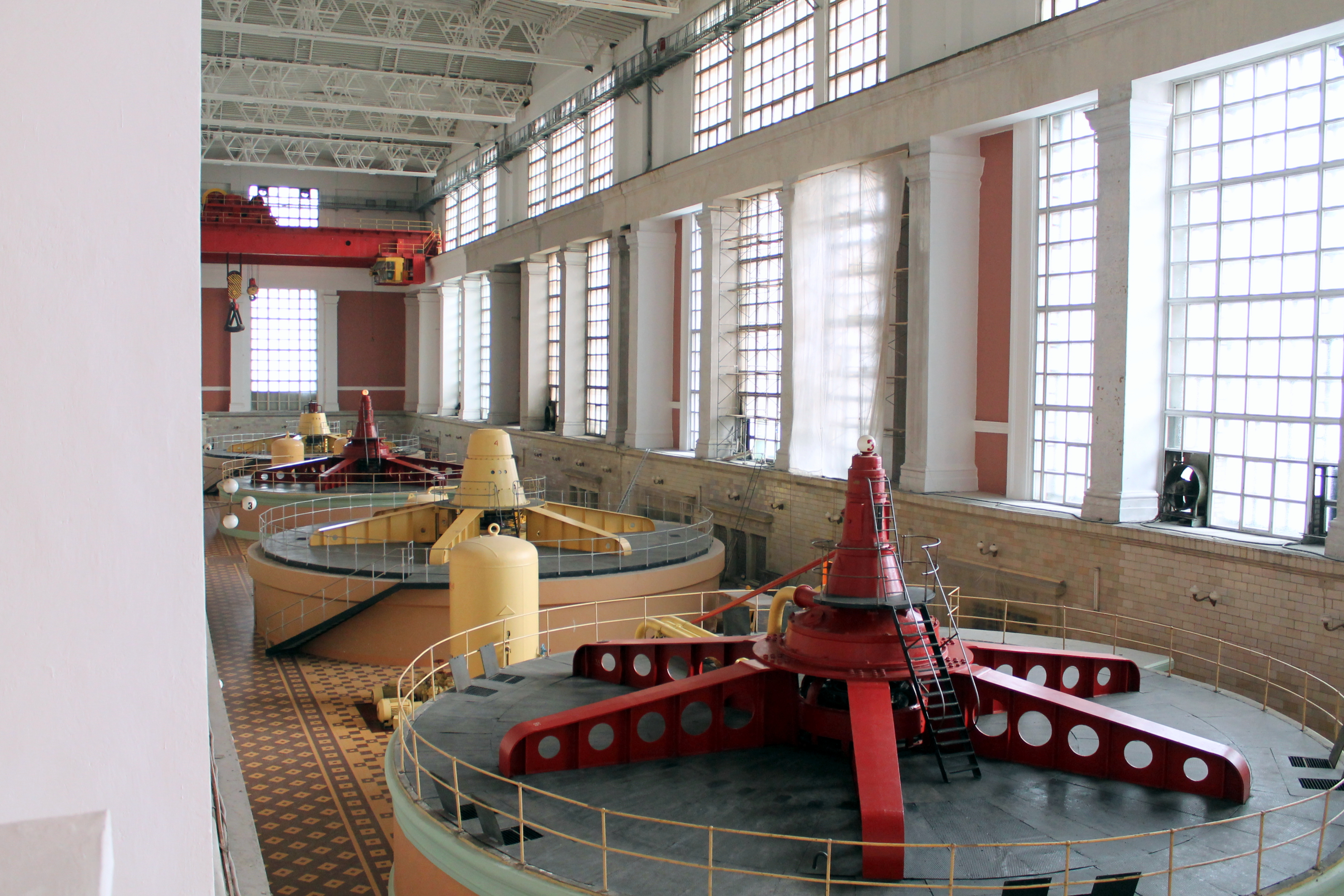
Машинный зал
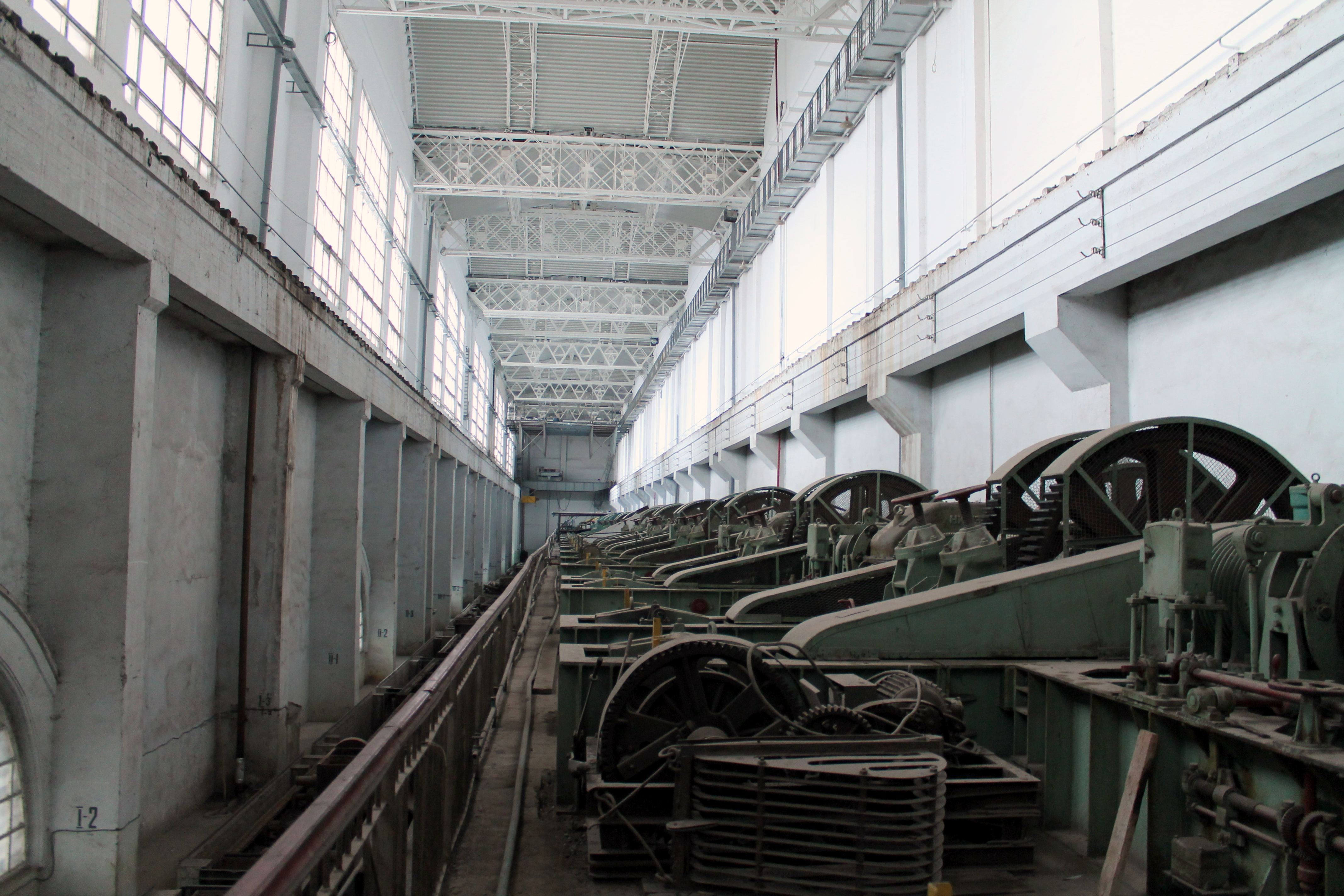
Приводы быстропадающих затворов
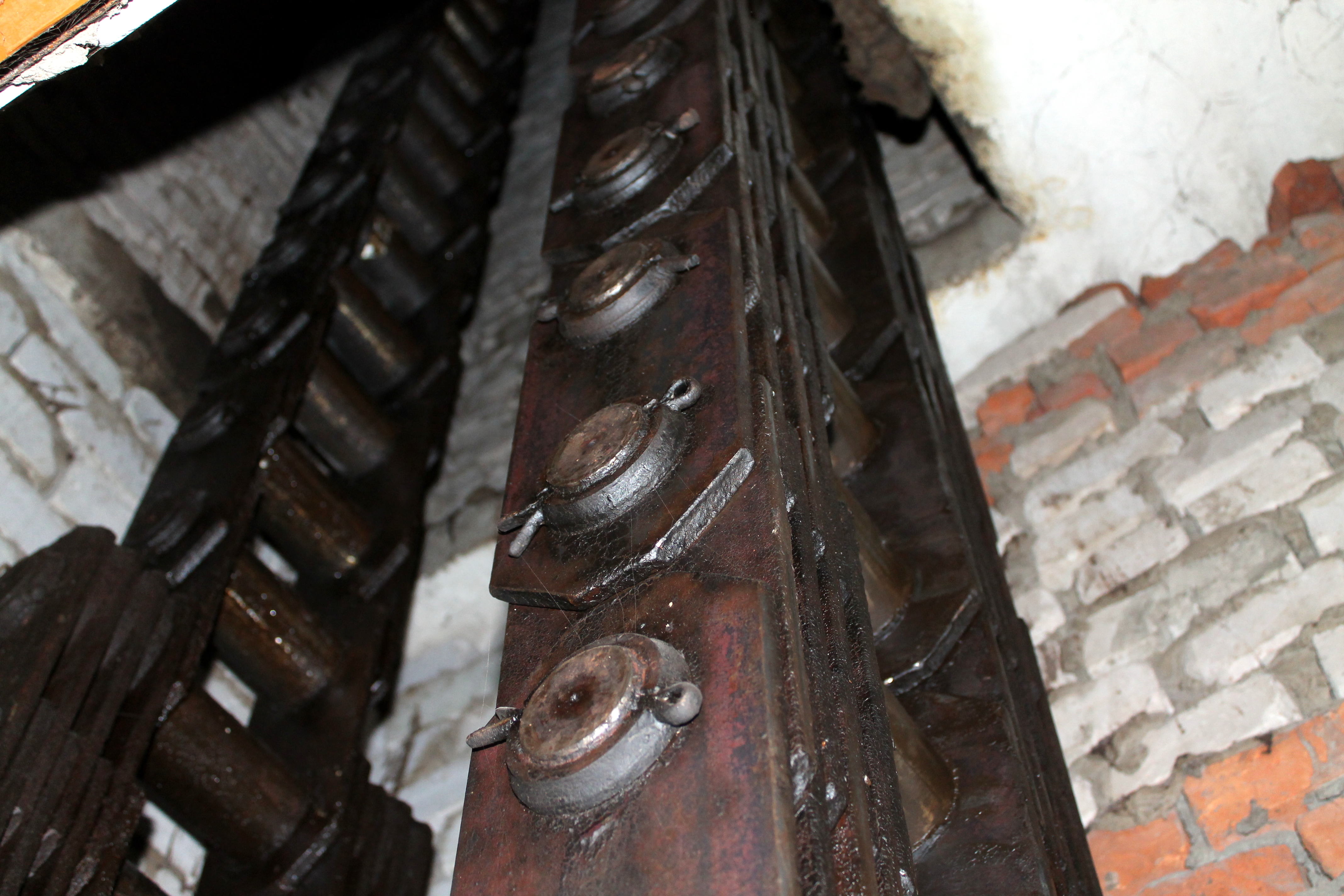
Цепи Галля
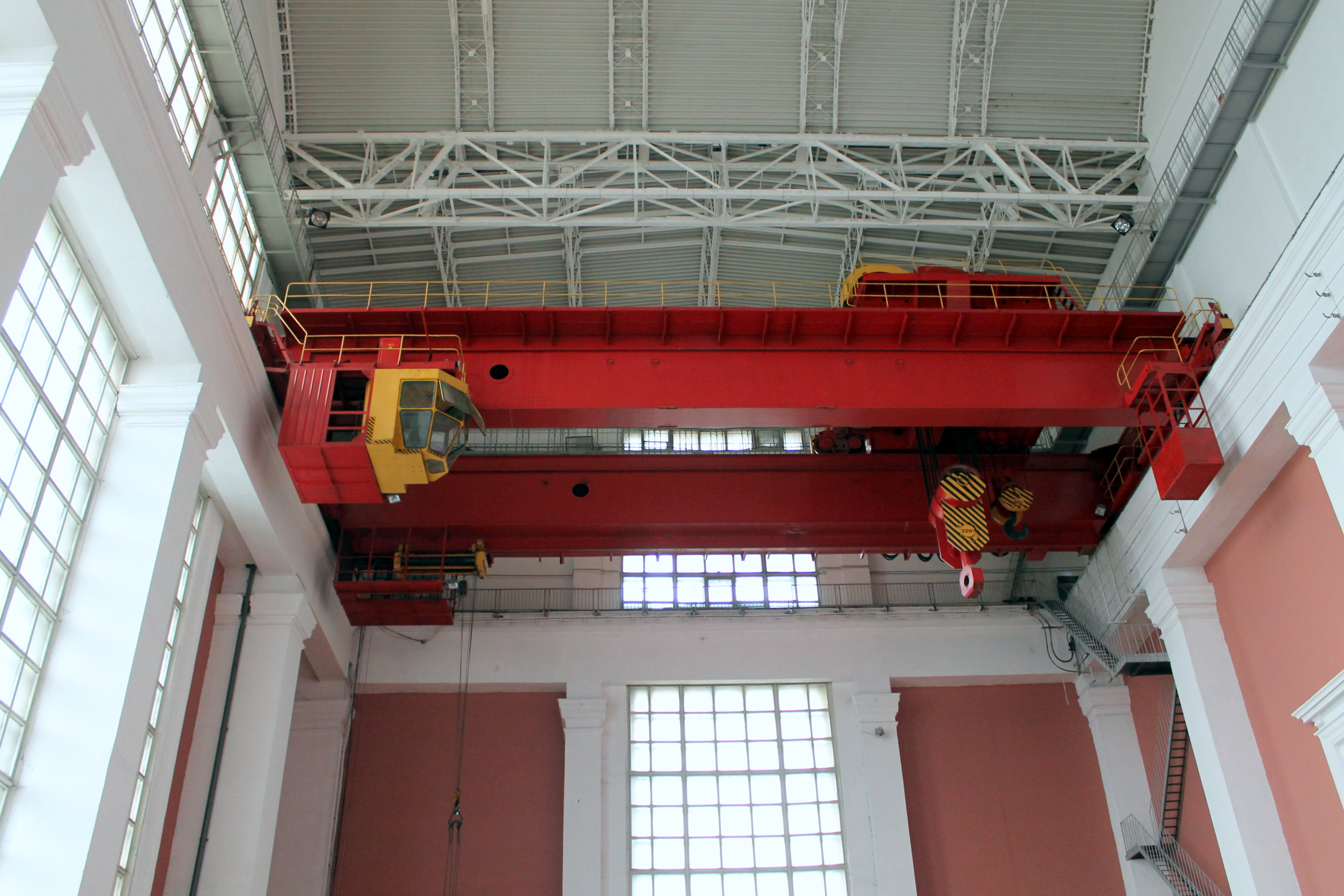
Мостовой кран машинного зала
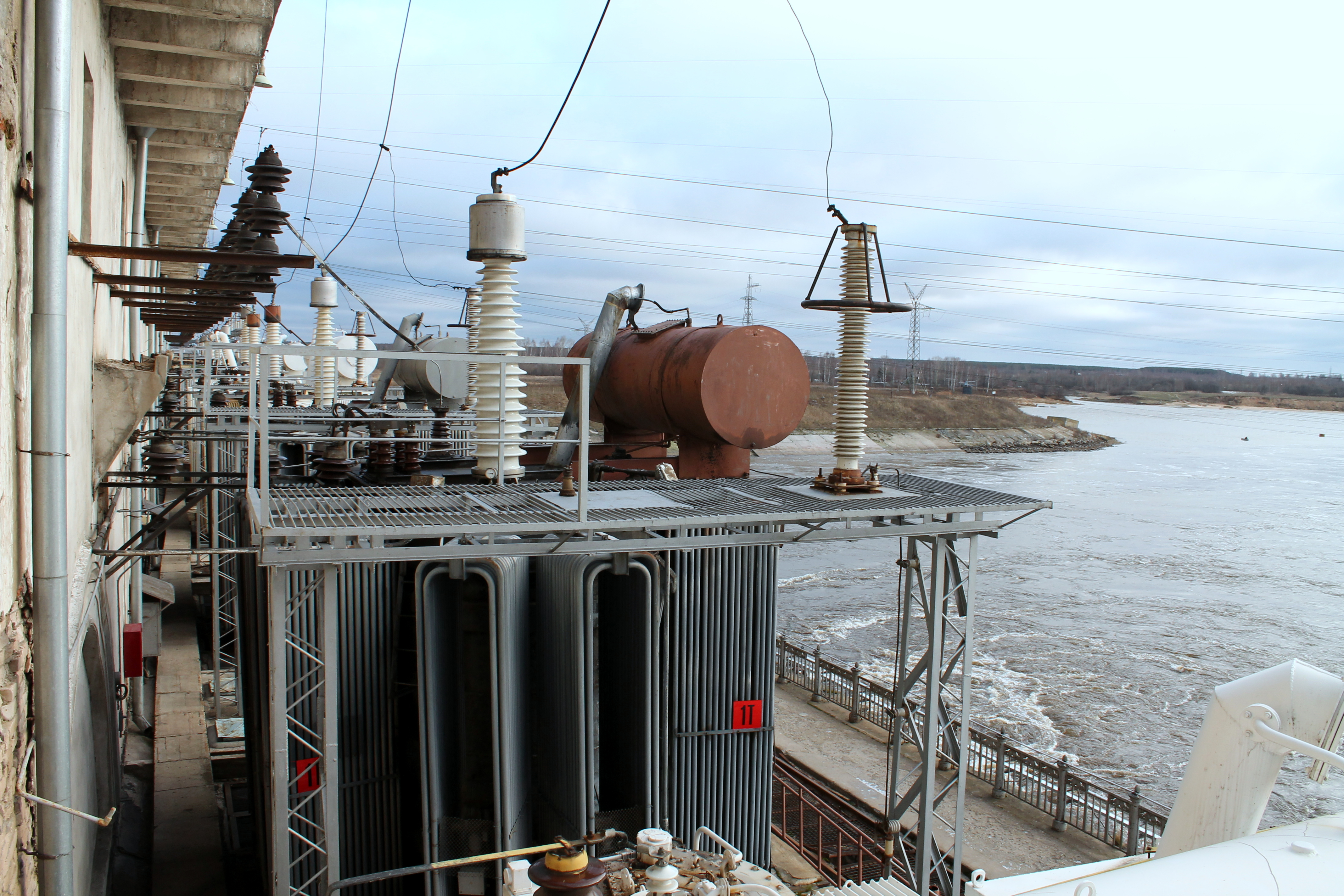
Силовые трансформаторы
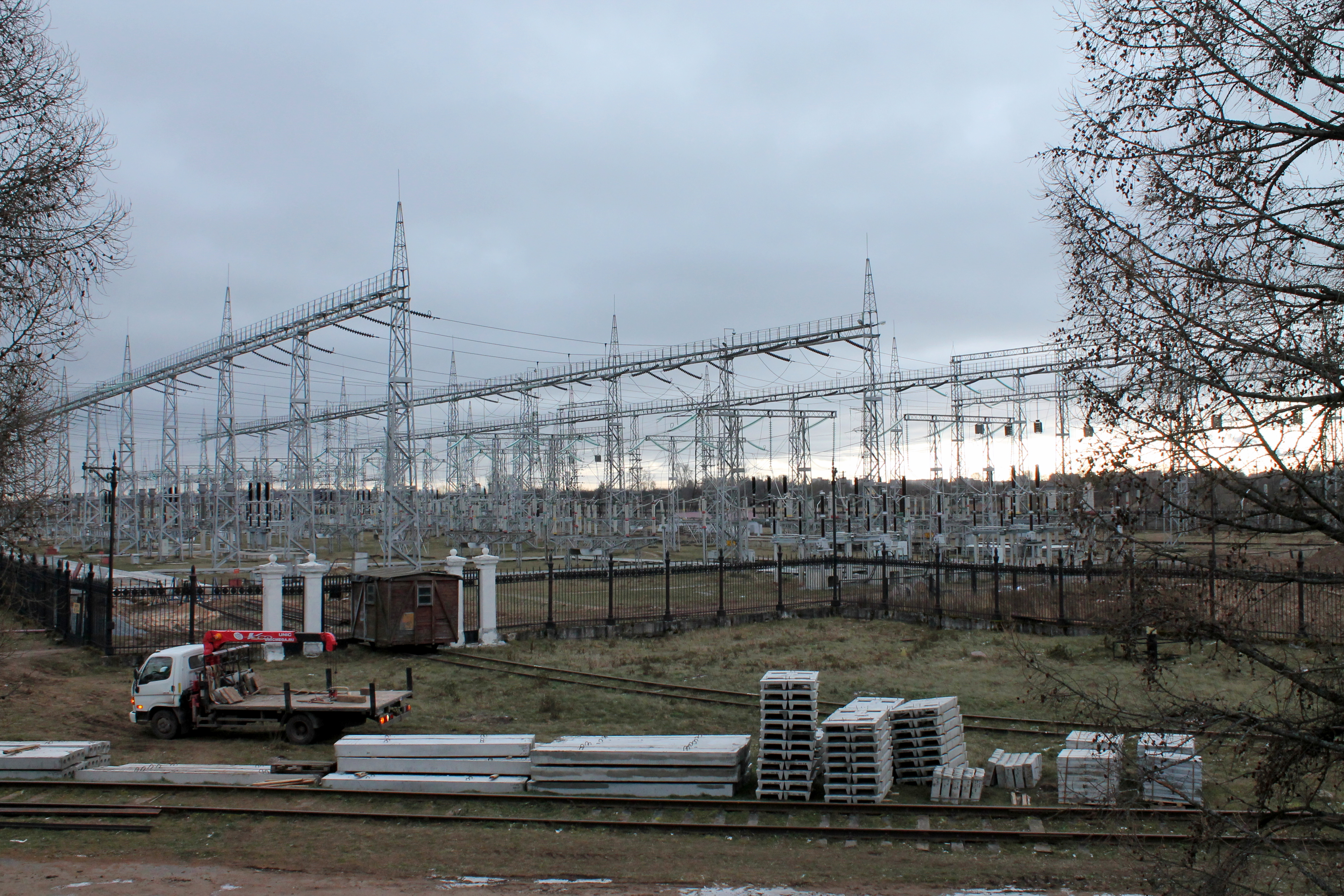
Распределительное устройство
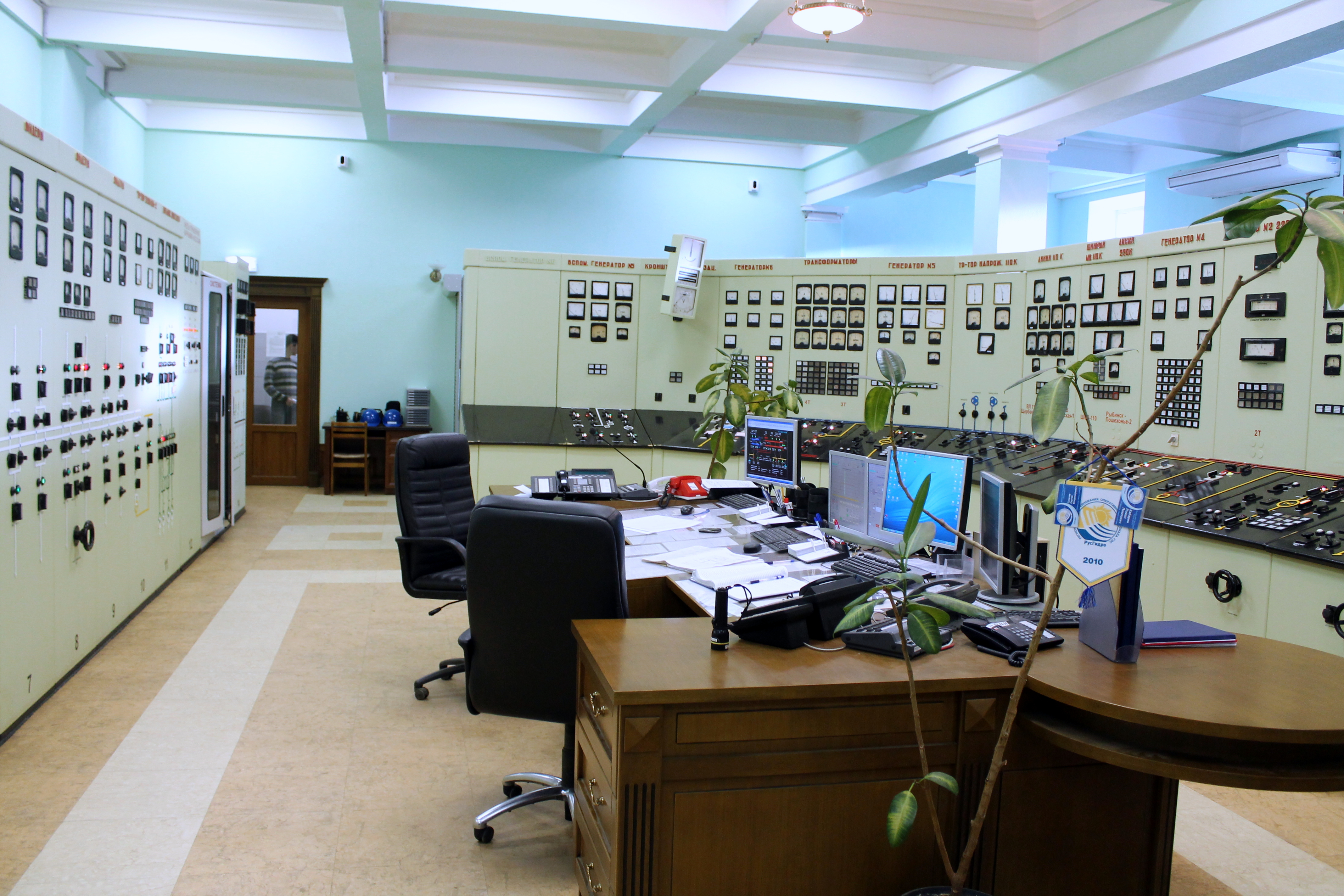
Центральный пульт управления

## Последствия создания Рыбинской ГЭС

### Экономическое значение
Рыбинская ГЭС работает в пиковой части графика нагрузки энергосистемы Центра, повышая надёжность её функционирования (являясь, в частности, аварийным резервом мощности и работая в режиме синхронного компенсатора). Рыбинское водохранилище, наряду с Куйбышевским, благодаря своему полезному объёму играет важную роль в регулировании стока Волги в интересах всего каскада. Снижая расходы в половодье и перераспределяя их на зимний меженный период, водохранилище снижает вероятность холостых сбросов и тем самым способствует увеличению выработки на нижележащих ГЭС каскада. В 1967 году, то есть ещё до строительства Чебоксарской и Саратовской ГЭС, дополнительная выработка на нижележащих ГЭС каскада за счёт работы Рыбинского водохранилища оценивалась в 700 млн кВт·ч в год. Всего за время эксплуатации Угличская и Рыбинская ГЭС выработали более 80 млрд кВт·ч возобновляемой электроэнергии.
Рыбинское водохранилище активно используется в интересах водного транспорта, являясь частью Единой глубоководной системы Европейской части Российской Федерации и узлом речных коммуникаций — в нём происходит разделение транспортных потоков, идущих на Верхнюю Волгу (в том числе и на Москву) и на Северо-Запад России. Водохранилище обеспечивает на большом протяжении гарантированную глубину 4 м и фактически является нижней ступенью Волго-Балтийского канала. Создание водохранилища позволило существенно сократить протяжённость судовых ходов за счёт их спрямления — так, трасса Рыбинск — Череповец сократилась на 77 км, трасса Углич — Череповец — на 150 км. Также водохранилище обеспечивает защиту нижележащих территорий (особенно Рыбинска и Ярославля) от наводнений, надёжное водоснабжение населённых пунктов и промышленных предприятий (в частности, городов Череповец и Рыбинск), имеет большое рыбохозяйственное (допустимый вылов оценивается в 2000 тонн в год) и рекреационное значение. По сооружениям гидроузла проложена автомобильная дорога, а по сооружениям, находящимся в Волжском створе — также и железная дорога.
Создание Рыбинского водохранилища привело к затоплению значительных земельных площадей. Согласно наиболее надёжным источникам, при создании Рыбинского и Угличского водохранилищ (площадь последнего составляет 5 % от общей двух водохранилищ) было затоплено 58,13 тыс. га пашни, 122,35 тыс. га сенокосов и пастбищ, 65,66 тыс. га леса и кустарников. Наибольшие потери понесла Ярославская область — в зону затопления попало 342 тыс. га, или 9,5 % её площади. Площадь изъятых из оборота сельскохозяйственных земель была компенсирована освоением новых земель (осушением, корчёвкой леса и кустарников, подъёмом целины и т. п.) на 31 %. Было переустроено 150 км железнодорожных путей, большое количество автогужевых дорог и мостов. Водохранилище создало значительную по площади зону подтопления и берегопереработки, причём переформирование берегов (в том числе и в нижнем бьефе, на территории Рыбинска) продолжается и в настоящее время.

### Социальные последствия
Большая площадь Рыбинского водохранилища предопределила значительное количество переселяемого из зоны затопления населения, численность которого оценивается, по разным данным, в 117—130 тысяч человек. По этому показателю, Рыбинское водохранилище уступает только Куйбышевскому, при создании которого было переселено около 134 тысяч человек. Водохранилищем было затронуто в разной степени (полное или частичное затопление, подтопление, берегопереработка) 745 населённых пунктов, в подавляющем большинстве — сельских, из которых 663 были полностью вынесены из зоны затопления (всего из зоны затопления было перенесено 26 754 строения). Процесс переселения ускорил необратимое разрушение традиционного уклада жизни, сложившихся системы расселения и сельскохозяйственного производства.
В зону затопления попала вся территория города Молога с населением около 6 тысяч человек и рабочего посёлка Абакумово (около 5 тысяч человек). Они прекратили своё существование, их население было переселено в Рыбинск, Ярославль и другие населённые пункты. Было затоплено 3/4 площади города Весьегонск, его население было переселено в пределах города выше зоны влияния водохранилища. В меньшей степени были затронуты города Череповец, Пошехонье, Мышкин и Углич. Население из зоны затопления переселялось в основном 1936—1940 годах, а в небольшом количестве и позднее. Некоторые земли, в частности в районе городов Мышкин и Пошехонье, были защищены от затопления с помощью дамб.
При создании водохранилища был утрачен ряд памятников истории и культуры — Афанасьевский монастырь в Мологе, Леушинский Иоанно-Предтеченский женский монастырь, Югская Дорофеева пустынь, историческая застройка Мологи, древнее село Борисоглебское (Холопий городок) с усадьбой Мусиных-Пушкиных, большое количество сельских церквей и не менее 25 бывших дворянских усадеб. В зоне затопления велись значительные археологические работы, в результате которых был получен большой объём материала, в несколько раз превышающий полученный на этой территории за предыдущее время; в то же время несоответствие проведённых работ масштабам зоны затопления привело к тому, что большая часть археологических памятников осталась неисследованной и была затоплена.

### Экологические последствия
Создание такого масштабного водохранилища, как Рыбинское (которое на момент создания было крупнейшим в мире) привело к значительным изменениям окружающей природной среды. Для изучения этих изменений 18 июля 1945 года был создан Дарвинский заповедник, в настоящее время имеющий статус биосферного, площадью 112 630 га, из которых 45 454 га приходится на акваторию водохранилища.
Рыбинское водохранилище расположено в Молого-Шекснинской низине, в ложе существовавшего после последнего оледенения древнего озера, исчезнувшего около 17 тысяч лет назад. В ходе заполнения водохранилища существовавшие биоценозы Молого-Шекснинского междуречья были заменены на биоценозы водохранилища и прибрежных территорий. Прибрежные биоценозы водохранилища прошли несколько этапов развития, и продолжают изменяться в настоящее время. По данным сотрудников заповедника, из млекопитающих несколько снизилась численность лося, увеличилась численность медведя, с 1960-х годов существует крупная популяция ранее почти не встречавшегося кабана, с 1980-х появился и стал многочисленным бобр. В заповеднике отмечается 230 видов птиц, из них 133 вида гнездится. Из видов, не встречавшихся до образования водохранилища, можно отметить серебристую чайку, лебедя-кликуна (гнездится более 30 пар), орлана-белохвоста (около 30 пар). Образовалась одна из крупнейших в России популяций (более 40 пар) ранее единично встречавшейся на данной территории скопы. В составе ихтиофауны, произошло выпадение реофильных и проходных видов (подуст, стерлядь и т. п.) и резкое увеличение численности лимнофильных и пластичных видов (лещ, синец, плотва, щука, судак). Общее количество видов рыб, за счёт искусственной акклиматизации и инвазии новых видов, не изменилось.
Уникальной особенностью Рыбинского водохранилища стало образование плавучих «островов» из всплывших торфяников. Это явление активно шло первые 5—15 лет после заполнения водохранилища, далее этот процесс приостановился, а плавающие «острова» прибились к отмелям и заросли древесно-кустарниковой растительностью. Другим характерным явлением были находящиеся в прибрежной зоне полузатопленные леса — при подготовке ложа водохранилища к затоплению было сведено 11 млн м³ товарного леса, но в то же время большие участки леса остались не вырубленными. Интересно, что затопленные леса стали своего рода биологическими оазисами — там гнездилось и кормилось большое количество птиц, скапливалась рыба. Однако в течение 20 лет затопленные леса были разрушены подвижками льда.
Вследствие снижения водообмена и особенно усиления загрязнения водоёма сточными водами, содержащими фосфор, регулярно наблюдается «цветение» воды. В то же время, за счет эффекта разбавления и отстаивания загрязнителей, в Рыбинском водохранилище происходит самоочищение сточных вод. В прибрежной зоне изменился микроклимат — увеличилась сила и повторяемость ветров, весной водохранилище оказывает охлаждающее воздействие, осенью — отепляющее; вегетационный период сократился на 4—5 дней.

## История создания

### Проектирование
Интерес к использованию энергетических ресурсов Верхней Волги возник в начале 1930-х годов. С 1931 года начинают разрабатываться планы комплексного использования водных ресурсов Волги на всём её протяжении. 23 марта 1932 года было выпущено Постановление СНК СССР и ЦК ВКП(б) «О строительстве электростанций на Волге», санкционировавшее начало работ по Ярославской, Горьковской (Балахнинской) и Пермской гидроэлектростанциям. В составе Народного комиссариата тяжёлой промышленности СССР был организован трест «Средневолгострой» под руководством А. В. Винтера. Группой архитекторов руководил Д. Б. Савицкий. Тресту по мере завершения работ по сооружению Днепрогэса передавался кадровый аппарат и оборудование Днепростроя. К концу 1932 года схематичный проект Ярославской ГЭС был завершён, начались подготовительные работы по строительству станции.
Проект Ярославской ГЭС подразумевал сооружение около села Норское (ныне район Ярославля) гидроэлектростанции с напором 10—11 м (НПУ 92 м), мощностью около 100 МВт и выработкой 460 млн кВт·ч, с водохранилищем объёмом 0,75 км³. Выше по течению предусматривалось сооружений Мышкинской и Калязинской ГЭС. Рабочее проектирование Ярославской ГЭС вела техническая часть «Средневолгостроя», в 1934 году преобразованная в институт «Гидростройпроект». Были развёрнуты подготовительные работы по строительству ГЭС, однако в ходе изысканий и проектных работ к 1935 году выявились существенные недостатки этого гидроузла:
- Превращение территории площадью 150 тыс. га в Молого-Шекснинском междуречье вследствие подтопления водохранилищем в грандиозное болото, мелиорация которого представлялась затруднительной и неэффективной. Этот вывод был сделан по результатам работы в 1933—35 годах комплексной Волжско-Камской экспедиции Совета по изучению производительных сил Академии наук СССР.
- Затопление ряда предприятий, сильная берегопереработка в районе Тутаева.
- Малая регулирующая ёмкость водохранилища, что приводило бы к остановке ГЭС в период половодья из-за повышения уровня нижнего бьефа.

Среди проектировщиков к весне 1935 года возникли две группы — первая отстаивала продолжение строительства по принятому проекту, вторая предлагала перенести строительство ГЭС в район Рыбинска и принять более высокую отметку НПУ — 98 м, что позволяло создать регулирующее водохранилище. Вместо Мышкинского и Калязинского гидроузлов предлагалось построить одну Угличскую ГЭС. Летом 1935 года возглавлявший вторую группу профессор А. Н. Рахманов написал письмо Сталину, в котором изложил аргументы за перенос створа ГЭС. Для изучения вопроса Госплан СССР создал специальную экспертную комиссию из сотрудников Управления строительства канала Москва — Волга НКВД СССР, которое вело проектирование и строительство всех объектов канала, в том числе первой ГЭС на Волге — Иваньковской (пущена в 1937 году). В работе комиссии приняли активное участие главный инженер Управления С. Я. Жук, начальник технического отдела В. Д. Журин и его заместитель Г. А. Чернилов (который непосредственно руководил проектными проработками по Рыбинской и Угличской ГЭС). В результате произведённых экспертизой расчётов, комиссией было сделано следующее заключение, утверждённое Госпланом:
- Строительство Ярославского гидроузла, как неэффективного, прекратить.
- Створ гидроузла перенести в район Рыбинска.
- НПУ водохранилища повысить как минимум до отметки 100 м, а возможно и выше, в соответствии с результатами подробного экономического обоснования.
- Признать целесообразным строительство Угличской ГЭС, что позволит создать непрерывный каскад из трёх гидроузлов: Иваньковского, Угличского и Рыбинского.

Предложение Госплана обсуждалось Центральным комитетом ВКП(б) и Совнаркомом СССР, которые 14 сентября 1935 года приняли постановление «О строительстве гидроузлов в районе Углича и Рыбинска», в соответствии с которым сооружение Ярославской ГЭС прекращалось, и начиналось одновременное строительство Угличской и Рыбинской ГЭС. Оно поручалось НКВД, в составе которого была создана специальная организация — Волгострой НКВД СССР. Неликвидные затраты по сооружению Ярославской ГЭС, по которой на момент остановки строительства было освоено около 130 млн рублей, или 16,5 % её сметной стоимости, вошли специальной статьёй в смету Волгостроя. В 1935 году из проектировщиков Управления канала Москва — Волга был создан проектный отдел Волгостроя, главной задачей которого было проектирование Рыбинского и Угличского гидроузлов. С 1940 года проектированием Рыбинской ГЭС занималось созданная в этом же году организация под названием «Московское и Ленинградское проектные управления Главгидростроя НКВД СССР» (сокращённо Гидропроект).
В ходе проектирования Рыбинской ГЭС были рассмотрены различные компоновки гидроузла и отметок НПУ водохранилища. В частности, изучался вариант строительства ГЭС на Волге ниже впадения Шексны, от которого отказались вследствие значительных затоплений в Рыбинске. Принятый вариант с размещением сооружений гидроузла в двух створах позволил упростить организацию строительных работ и создавал более удобные условия для судоходства — потоки воды от турбин ГЭС не оказывают влияния на подходящие суда. Отметка НПУ водохранилища была выбрана из сопоставления экономических параметров, в частности при НПУ 98 м стоимость гидроузла составляла 0,71 руб. за кВт·ч среднегодовой выработки, а при НПУ 102 м, принятом к реализации — 0,58 руб. за кВт·ч (для сравнения, Ярославская ГЭС оценивалась в 1,3 руб. за кВт·ч). В постановлении от 14.09.1935 в качестве ориентировочной была указана отметка НПУ 98 м, но отмечалось, что окончательная отметка водохранилища должна быть уточнена в рабочем проекте по результатам изысканий. Повышение отметки НПУ с 98 м до 102 м было одобрено экспертной комиссией Госплана СССР в апреле 1936 года, а окончательное решение об установлении отметок Рыбинского и Угличского водохранилищ было принято после проведения комплексных изыскательских работ, завершённых к марту 1937 года. Согласно заключениям экспертов, только на НПУ 102 м максимально регулировался сток Волги, что позволяло создать максимально эффективный как в энергетическом, так и в транспортном отношении гидроузел. Выбранная схема использования верхней Волги отличалась высокой эффективностью в энергетическом отношении: Угличская и Рыбинская ГЭС были запроектированы на общую мощность 440 МВт и выработку 1,312 млрд кВт·ч, а ранее запланированные на этом участке Калязинская, Мышкинская и Ярославская ГЭС должны были иметь общую мощность 250 МВт и выработку 0,6 млрд кВт·ч. Технический проект Рыбинского гидроузла был утверждён 3 июля 1938 года экономическим Советом при Совнаркоме СССР.

### Строительство
Сооружение Рыбинской ГЭС началось в октябре 1935 года с подготовительного этапа — возведения дорог, базы строительства, жилья и т. п. 7 декабря 1935 года был издан приказ НКВД СССР «Об организации Волжского ИТЛ НКВД в связи со строительством Рыбинского и Угличского гидротехнических узлов».
Земляные работы на сооружениях гидроузла начались в 1936 году, первый бетон был уложен в ноябре 1937 года. Особенностью строительства Рыбинской ГЭС являлось возведение бетонных сооружений (водосбросной плотины, шлюзов и здания ГЭС) в котлованах на пойме, вне русел рек, что позволило отказаться от строительства временных перемычек в русле рек, ускорить и упростить работы. Наибольшего масштаба земляные работы достигли в 1937 году, когда на строительстве Угличской и Рыбинской ГЭС было перемещено 13,5 млн м³ грунта. К 1938 году земляные работы по котлованам основных сооружений (водосбросная плотина, шлюзы, здание ГЭС) были завершены. Земляные работы были довольно хорошо (для того времени) механизированы — примерно на 70 %. Активно использовались экскаваторы, автотранспорт, а также специальные железнодорожные вагоны — думпкары, с помощью которых был разработан котлован Рыбинской ГЭС. Широкое распространение получила гидромеханизация, с помощью которой было сделано около половины всех насыпей, в том числе намыты русловые плотины.
24 июня 1940 года была перекрыта Волга, а 24 октября того же года — Шексна, пропуск воды производился через водосбросную плотину. Наполнение Рыбинского водохранилища началось 13 апреля 1941 года, а 17 мая была сдана в эксплуатацию первая нитка шлюза. К началу войны здание ГЭС не было доведено до крыши, велись работы по монтажу первых двух гидроагрегатов. В крайне трудных условиях, с использованием временных навесов и брезентовых шатров 18 ноября 1941 года запущен первый гидроагрегат. 22 ноября 1941 года, при готовности станции около 80 %, строительство ГЭС в связи со складывающимися тяжёлыми условиями было прекращено и возобновлено весной 1942 года в относительно небольших масштабах. Тем не менее, 15 января 1942 года удалось пустить второй гидроагрегат.
В 1942 году был выполнен относительно небольшой объём работ, в частности над агрегатами установлена временная кровля (колпаки). В 1943 году вёлся намыв грунта в хвостовую часть левобережной дамбы, производилась выемка грунта из отводящего канала и была смонтирована защитная запань из деревянных ряжей в нижнем бьефе, вёлся монтаж электротехнического оборудования. С 1943 года монтировался третий гидроагрегат (станционный № 5), который был пущен 15 августа 1945 года. Четвёртый агрегат (станционный № 6) был пущен 31 марта 1948 года, пятый (станционный № 4) — 7 декабря 1949 года, последний, шестой гидроагрегат (станционный № 3) — 30 декабря 1950 года. По первоначальным планам завершить строительство Рыбинской ГЭС намечалось уже в 1939 году, затем этот срок был перенесен на 1942 год. Официально же строительство было завершено с утверждением Советом Министров СССР акта правительственной комиссии о приеме Угличской и Рыбинской ГЭС в промышленную эксплуатацию 30 июля 1955 года. Постепенно развивалась и схема выдачи мощности станции — первая ЛЭП на Москву была введена в эксплуатацию в 1941 году, вторая — в 1943 году, линии на Череповец были построены в 1959 и 1963 годах, линии 110 кВ на Рыбинск — в 1945 и 1951 годах.
Всего на строительстве Рыбинской ГЭС было выполнено 34 млн м³ земляных работ, уложено 1,533 млн м³ бетона, смонтировано 36,2 тыс. т металлоконструкций; для сравнения, при строительстве Днепрогэса было выполнено 8 млн м³ земляных работ и уложено 1,2 млн м³ бетона.
Для строительства Рыбинской и Угличской ГЭС (включая работы по подготовке водохранилищ) была создана специализированная организация — Волгострой НКВД, ориентированная на преимущественное использование труда заключённых. При Волгострое 7 октября 1936 года был образован Волголаг. В связи с приостановкой работ по строительству станции, 24 февраля 1942 года Волголаг был отделен от Волгостроя и реорганизован в Рыбинский исправительно-трудовой лагерь (ИТЛ) значительно меньшей численности. В феврале — марте 1942 года основной персонал строительства был эвакуирован для использования на других стройках, а в Рыбинский ИТЛ направляли заключённых пониженной трудоспособности (больных и инвалидов). Основной его задачей стало изготовление укупорки и корпусов мин, заготовка древесины, дров и другой продукции; к работам по достройке ГЭС заключённые Рыбинского ИТЛ также привлекались, но в относительно небольших объёмах. 26 февраля 1944 года Рыбинский ИТЛ был снова объединён с Волгостроем и преобразован в ИТЛ Волгостроя. 29 апреля 1946 года лагерь был вновь переименован — в Волжский ИТЛ МВД СССР, 8 октября того же года Волгострой был передан Министерству энергетики СССР, но при этом заключённые ИТЛ продолжали использоваться на работах по достройке ГЭС, вплоть до ликвидации лагеря 29 апреля 1953 года.
Численность заключённых Волголага достигла максимума в 1938—1941 годах (70—80 тыс. человек), позднее снизившись до 20 тыс. человек и менее; максимальное количество заключённых было зафиксировано 15 марта 1941 года — 97 069 человек, минимальное 1 апреля 1953 года — 14 117 человек. Большинство из заключённых не были «политическими» — так, на 1 октября 1938 года в Волголаге числилось 77 345 заключённых, из них осужденных за контрреволюционные преступления — 14 482 человека. В целом руководство ГУЛага стремилось направлять в «гидротехнические» лагеря осуждённых за нетяжкие преступления. Смертность заключённых Волголага в 1936—1940 годах была относительно небольшой, от 0,8 до 2,4 %, что меньше средней по ГУЛагу в 1,4—3,4 раза. В 1942 году смертность резко возросла и достигла 35,5 %, что было связано с ухудшением питания в условиях военного времени и спецификой контингента Рыбинского ИТЛ (в него направлялись больные и инвалиды). Помимо заключённых, в строительстве участвовали и вольнонаёмные работники, в частности в 1939 году Ярославский обком комсомола направил на Волгострой 6400 человек, а всего в 1939 году из среднегодовой численности работников, составлявшей 88 954 человека, вольнонаёмных было 20 522 человека (23,1 %).
Управления Волгостроя и Волголага располагались у села Переборы (вблизи створа Рыбинской ГЭС). Руководство Волгостроем и Волголагом с момента их основания до 13 сентября 1940 года осуществлял Я. Д. Рапопорт, главным инженером строительства до сентября 1937 года являлся С. Я. Жук. После перевода Жука на строительство Куйбышевской ГЭС его должность занял В. Д. Журин, который с сентября 1940 года одновременно стал руководителем Волгостроя/Волголага, занимая эти должности до 1946 года (с перерывом в 1942—43 годах).
На момент строительства Рыбинская ГЭС была крупнейшей по мощности гидроэлектростанцией в РСФСР и второй в СССР, уступая лишь Днепрогэсу (его мощность в то время составляла 560 МВт). Также она являлась крупнейшей ГЭС в СССР и в мире, построенной на нескальном основании.

## Эксплуатация
Пуск первых гидроагрегатов происходил в самый тяжёлый период Великой Отечественной войны, на пониженной отметке водохранилища, в условиях постоянных бомбёжек вражеской авиацией Рыбинска. Агрегаты работали в недостроенном здании ГЭС, а чтобы защитить их от дождя и снега, над ними был раскинут брезентовый шатёр. Пуск первого гидроагрегата был произведён по временной схеме, с единственным выключателем 220 кВ и одной ЛЭП Рыбинск - Углич и далее Углич - Софрино -  Москва. Питание собственных нужд станции производилось от электросетей строительства, пульт управления отапливался временными электропечами. Оперативный персонал станции в годы войны состоял в основном из девушек, прошедших краткосрочную стажировку на Угличской ГЭС. Выработка электроэнергии Рыбинской и Угличской ГЭС в 1941 — начале 1942 года имела особо важное значение, поскольку в ходе Битвы за Москву большинство электростанций Мосэнерго было либо эвакуировано, либо испытывало острый дефицит топлива.
Работа гидроагрегатов в 1942 году в связи с острейшим дефицитом электроэнергии сильно форсировалась — из них «выжималась» максимальная мощность, не считаясь с установленными ограничениями; так, вместо 55 МВт мощность гидроагрегатов доходила до 62 МВт. Большой проблемой стало поступление в водоводы плавающего мусора, древесины и торфа — ни защитной запани, ни устройства для очистки сороудерживающих решёток станция ещё не имела. Тем не менее, ГЭС работала надёжно — за год было зафиксировано 9 аварийных ситуаций (в основном по причине неопытности эксплуатационного персонала), общая продолжительность которых составила лишь 34 часа. С 1942 года станция выдавала электроэнергию не только в Москву, но и в Рыбинск с Ярославлем. В 1943 году был введён в работу грейфер, что значительно облегчило работу по очистке сороудерживающих решёток. 18 июля 1943 года на гидроагрегате № 1 произошла авария вследствие разрушения спиральной камеры гидротурбины; в течение 3 месяцев круглосуточной работы камера была заменена. В 1944—1945 годах оборудование станции работало стабильно, несмотря на отсутствие капитальных ремонтов.
За годы войны Угличская и Рыбинская ГЭС выработали около 4 млрд кВт·ч электроэнергии, освободив для нужд народного хозяйства 5 млн тонн местного топлива. Всё это время станции работали в условиях большого дефицита мощности в энергосистеме, причём водохранилище Рыбинской ГЭС являлось единственным резервом энергии в системе. За бесперебойное энергоснабжение Москвы в военное время коллективу Рыбинской ГЭС было передано на вечное хранение Красное знамя Наркомата электростанций и ЦК профсоюза рабочих электростанций СССР. Большую роль в обороне Москвы и Ленинграда сыграли и судоходные шлюзы станции, через которые прошли миллионы тонн грузов.
| Выработка электроэнергии Рыбинской ГЭС в 1941—1945 годах |      |       |       |       |       |        |
| Год                                                      | 1941 | 1942  | 1943  | 1944  | 1945  | Всего  |
| Выработка, млн кВт·ч                                     | 55,3 | 752,3 | 633,1 | 848,4 | 654,6 | 2943,7 |

В связи с большой потребностью в электроэнергии, Рыбинское водохранилище удалось заполнить до НПУ только в 1947 году. В 1950-х годах напряжённое положение с энергоснабжением сохранялось, и в 1950, 1952 и 1954 годах водохранилище срабатывалось ниже УМО. До 1955 года с целью обеспечения судоходства ниже по течению Рыбинская ГЭС в навигационный период обеспечивала равномерный пропуск воды в объёме 800 м³/с (вместо 260 м³/с в естественном состоянии), что позволяло поддерживать до устья Камы гарантированные глубины не менее 2,5 м. С 1955 года, после заполнения Горьковского водохранилища, надобность в этом отпала и Рыбинская ГЭС была полностью переведена на пиковый режим работы.
| Заполнение Рыбинского водохранилища |      |      |      |      |      |       |       |
| Год                                 | 1941 | 1942 | 1943 | 1944 | 1945 | 1946  | 1947  |
| Отметка водохранилища, м            | 97,5 | 99,3 | 99,5 | 99,5 | 99,6 | 100,6 | 102,0 |

Большую проблему в первые годы эксплуатации составляло поступление к зданию ГЭС плавающей древесины, а с 1947 года — и плавучих торфяных островов. Борьба с древесиной велась с помощью защитных запаней, которые постоянно совершенствовались, а также систематической очисткой водоводов станции от топляков. Торфяные поля либо буксировались судами на отмели, либо разделялись взрывами на небольшие полосы, которые пропускались в нижний бьеф через грязеспуск.
В 1954 году Угличская и Рыбинская ГЭС были объединены в «Каскад ГЭС № 1 Мосэнерго». С 1946 по 1957 год в связи с переименованием Рыбинска в Щербаков станция именовалась Щербаковской ГЭС. 28 января 1993 года предприятие было преобразовано в ОАО «Каскад Верхневолжских ГЭС». В ходе реформы РАО ЕЭС, с 1 июля 2003 года перешло под управление ОАО «Управляющая компания Волжский гидроэнергетический каскад», с декабря 2004 года перешла под контроль ОАО «ГидроОГК» (позднее переименованного в ОАО «РусГидро»). 9 января 2008 года ОАО «Каскад Верхневолжских ГЭС» было ликвидировано путём присоединения к ОАО «ГидроОГК», в состав которого Угличская и Рыбинская ГЭС вошли на правах филиала «Каскад Верхневолжских ГЭС».

### Реконструкция станции

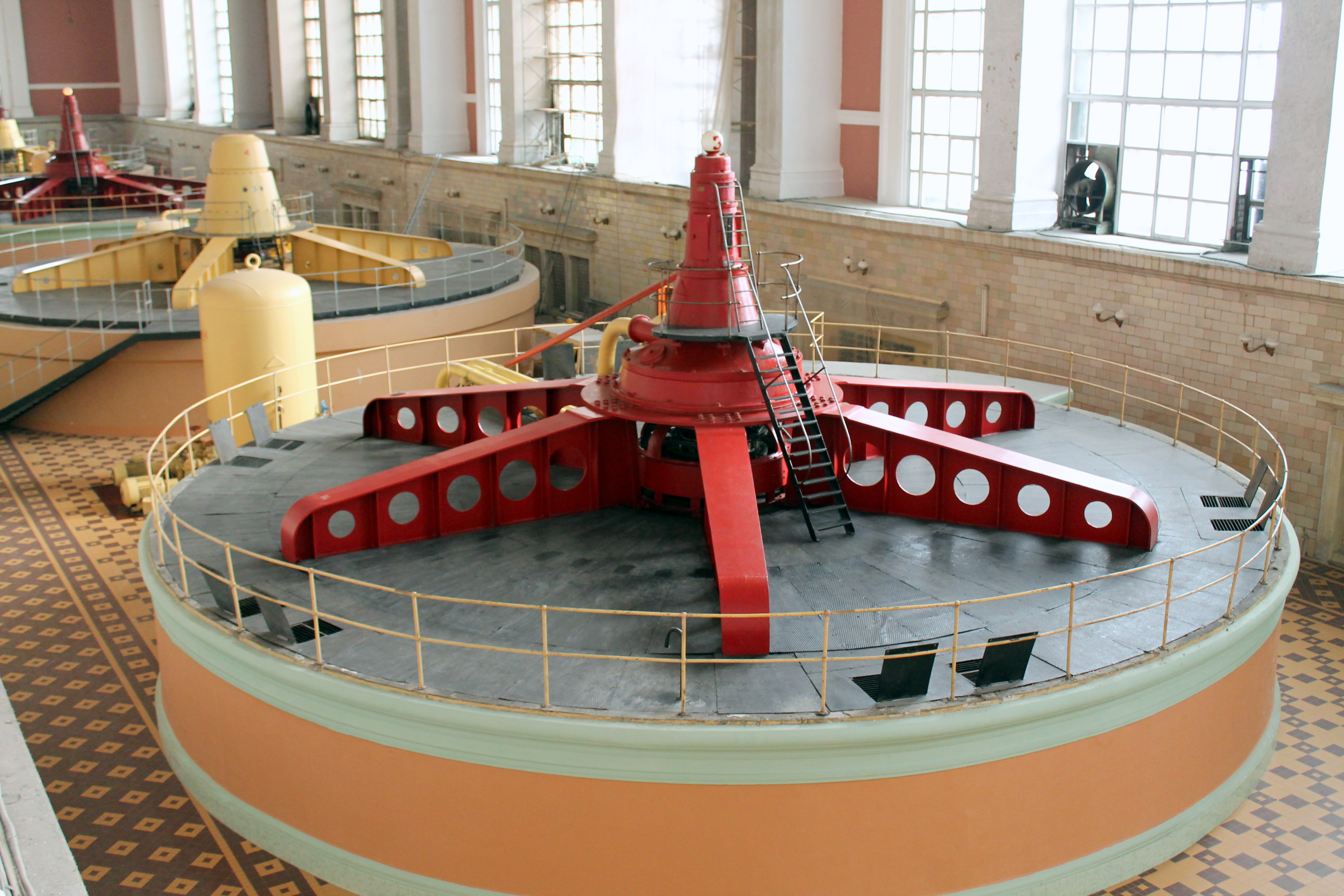
Старый и новый (на заднем плане, желтого цвета) гидроагрегаты Рыбинской ГЭС

К началу 1990-х годов оборудование станции, отработавшее к тому моменту около 50 лет, физически и морально устарело. Однако замена оборудования сдерживалась дефицитом средств, что позволило заменить только два гидроагрегата — новый агрегат № 6 был пущен 4 сентября 1998 года, а № 4 — 16 декабря 2002 года. Новые агрегаты имеют повышенную мощность, что позволило увеличить установленную мощность станции с 330 МВт до 346,2 МВт.
23 ноября 2010 года компания «Силовые машины» и «РусГидро» заключили контракт на реконструкцию «под ключ» гидроагрегата № 2 Рыбинской ГЭС. Ввод обновленного гидроагрегата в эксплуатацию произведен в декабре 2013 года, его мощность с апреля 2014 года повысилась на 10 МВт, одновременно с генератором был заменён и генераторный выключатель. На станции реализуется программа комплексной модернизации, в ходе которой к 2022 году были замены все устаревшие гидроагрегаты, а мощность ГЭС была увеличена до 386,4 МВт. В ноябре 2015 года с «Силовыми машинами» был заключен договор о замене оставшихся трех гидроагрегатов, в 2016 году были начаты работы по демонтажу гидроагрегата № 1, в 2018 году замена гидроагрегата была завершена, что позволило увеличить его мощность на 10 МВт. Летом 2018 года был завершён демонтаж гидроагрегата № 3, новый гидроагрегат был введён в эксплуатацию в 2020 году. Тогда же была начата замена последнего гидроагрегата № 5, завершённая в 2022 году.
В 2013—2016 годах были заменены силовые трансформаторы Рыбинской ГЭС. При этом была изменена электрическая схема станции — каждый гидроагрегат теперь работает на свой трансформатор на напряжении 220 кВ, а выдача мощности на ОРУ 110 кВ производится через два автотрансформатора. Изначально четыре гидроагрегата выдавали электроэнергию на ОРУ 220 кВ через две трансформаторные группы мощностью по 46 МВА с тремя однофазными трансформаторами типа ОДГ 46000/220/13,8 в каждой, а гидроагрегаты № 5 и 6 работали каждый на собственную трансформаторную группу из трёх однофазных трансформаторов ОДТГ-23000/220/110/13,8 мощностью по 23 МВА, с которых электроэнергия выдавалась на ОРУ 220 кВ и на ОРУ 110 кВ; через эти же трансформаторы осуществлялась связь между ОРУ. Также осуществлена реконструкция открытых распределительных устройств станции. В 2015—2016 годах были заменены генераторные выключатели на двух гидроагрегатах, а также система оперативного постоянного тока станции. Ведется замена гидромеханического оборудования — сороудерживающих решеток, затворов и их приводов.
Одновременно с 2012 года ведутся работы по реконструкции судоходного шлюза, которые планируется завершить в 2024 году. По состоянию на 2020 год, заделаны трещины водопроводных галерей, выведена из эксплуатации система перепуска, отремонтирован монумент «Мать-Волга», реконструированы дамбы и причально-направляющие сооружения, заменены затворы и ворота в камере № 12.